# Schmidelia magica
Schmidelia magica là loài thực vật có hoa trong họ Mồ hôi. Loài này được (Schum. & Thonn.) Baker miêu tả khoa học đầu tiên năm 1868.